# Erik Pevernagie
Erik Pevernagie es un pintor belga nacido el 27 de abril de 1939 (85 años). 

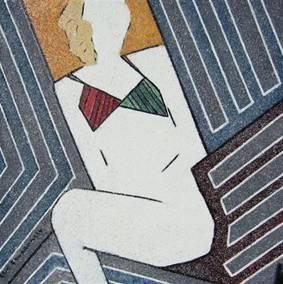
Ausencia de belleza era como el infierno (100 x 100 cm), óleo.

Hijo del pintor Pevernagie Louis (1904-1970), obtuvo la licenciatura en Filología alemana por la Universidad Libre de Bruselas en 1961, y realizó un postgrado en Cambridge. Profesor de Enseñanza Económica Superior, es  presidente del Recreative International Centre (asociación cultural) (1973).  Es miembro y académico asociado de la Accademia Internazionale del Verbano di Lettere, Arti, Scienze.  Ha protagonizado  exposiciones personales en Bruselas, Amberes, París, Berlín, Düsseldorf, Ámsterdam, en el Museo Gilardi de Lucca (Italia) y exposiciones colectivas en Nueva York.

## Las formas y las ideas

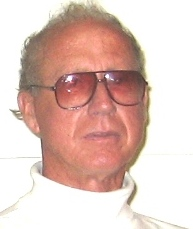
Erik Pevernagie

Se percibe más la forma que la idea sorprendente y perturbadora del pintor. El pintor parte claramente de una situación de la vida cotidiana. Y es la forma, sí, la forma que llega y descoloca.  El cuadro está casi vacío.  No hay detalles farragosos.  No hay astucias técnicas.  Nos damos cuenta de que es el vacío lo que descoloca e inquieta.

## Los detalles y el mundo
Son los detalles, los pequeños objetos de la vida que nos rodean y que constituyen el marco a través del cual percibimos el mundo, los que fomentan y estimulan el pensamiento. Son los objetos que en muchas personas a menudo sustituyen al mundo interior.

## La estructura del cuadro y las vidrieras
El enfoque artístico de Erik Pevernagie, las exigencias de la composición, la estructura del cuadro con sus líneas transversales y en diagonal, nos recuerdan las vidrieras de las catedrales.  Los grandes pináculos de esas catedrales que rasgan el azul del cielo en su búsqueda de Dios.  Las relucientes vidrieras, canales de la luz, en el interior de las altas bóvedas que incorporan la fe y la pertenencia al más allá.  La belleza de una vidriera suprime todos los pensamientos del mundo físico que envuelve a los hombres.

## Citas
"El hombre está en el centro de su obra, a la vez integrado en su medio natural, se podría quizá decir absorbido por él y, sin embargo, pareciendo dominarlo, y tanto más cuanto que Pevernagie introduce en sus pinturas graffitis que son testimonio de la soledad del ser humano en el mundo, de su alienación en el tejido urbano".  (Bénézit, Dictionnaire de référence)
"Desde sus inicios se siente atraído hacia la estilización, hacia la rigidez en la figuración. Ya que hay que adivinar la figuración, algunos ángulos agudos trazan sin embargo la silueta de un hombre leyendo. Estas siluetas desaparecen paulatinamente para acabar fundiéndose en la silueta en la que quedan cifradas hasta alcanzar la no-figuración gracias a los ángulos agudos que llenan todo el lienzo. Sugiere el inicio del vuelo de un pájaro, la cabina de una aeronave en vuelo, o las geometrías puras, bordadas con un delgado hilo negro ". (Jean-Pierre DeLarge, crítico de arte, París)
"Siempre atento al mundo que le rodea, el pintor Erik Pevernagie otorga al Hombre un lugar prominente en sus pinturas. Recolocado en su entorno, que el artista evoca a veces con graffitis, el individuo parece absorbido, diluido, por los elementos que le rodean.  Los sutiles toques de color, las formas semiabstractas, semifigurativas, y el marco particular contribuyen a disolver al sujeto cuya vida parece ser únicamente apariencia. Pevernagie nos invita a ir más allá de estas apariencias con el fin de percibir el misterio que se oculta tras sus personajes en perpetua tensión, como si estuviesen a la espera de otra cosa, de otra vida ". (Le Vif / L'Express)
"Erik Pevernagie da a luz telas abstractas, vehementemente cubiertas de pigmentos cálidos y de graffitis nerviosos que lentamente doméstica hasta que surge la forma. Su arte, sin duda materialista y sensual, no deja de conllevar un auténtico mensaje humanitario, y suscita una toma de conciencia sin compromiso ". (L’Événement)
"Su arte se centra alrededor del hombre y de su espíritu de convivencia hacia su semejante. Introduce llamamientos, interpelaciones, en sus pinturas a través de graffitis que se perfilan en su color. Le gusta despertar la emoción y la tensión. El enmarcado de sus pinturas a menudo pierde pie, pero sin deteriorar la imagen ". (L'Echo)
"Basándose siempre en una historia relacionada con la memoria colectiva Pevernagie pinta, de su forma característica, un mundo incierto. Semifigurativo, semiabstracto, Pevernagie mezcla sobre el lienzo las partículas de tierra, arena y virutas de metal en sobrios tonos beige, gris o burdeos. Inicialmente, un simple graffiti, un esbozo de un personaje o un detalle de la vida cotidiana sirven de pretexto a una red de líneas geométricas puras y bien construidas que se extienden por todo el lienzo para suscitar emoción. Los títulos son guiños a traducir a un primer nivel o a un segundo nivel. Lo que sorprende en este trabajo de aspecto rugoso  es el mensaje que de él se deriva. El artista plantea preguntas. Pevernagie ve la vida de maneras diferentes, y la pintura es su forma de expresarlas.  El pincel le hace las veces de evasión, y el color, de reflexión".  (Stéphane Rey, Colette Bertot, críticos de arte, Bruselas)
"Erik Pevernagie nos presenta en su imaginario tanto la visión de un mundo elemental, desnudo, desarticulado, desestructurado, que “se sale por todos los ángulos", cuyas líneas transversales parecen apuntar al vacío, como, simultáneamente, la búsqueda de una recomposición, de una reestructuración del rompecabezas, de un mensaje que trasciende la soledad, el vacío y la falta de comunicación. Las palabras, la elección de los títulos, refuerzan la referencia a esta modernidad descarnada, simbólica, omnipresente, a medio camino entre la abstracción y lo concreto, entre lo simbólico y lo figurativo, entre lo imaginario y lo real, entre la apariencia y el sentido, concisa, sí, y desnuda y estilizada, pero un detalle de la cual, cargado de significado, revela una búsqueda de sentido, un deseo de rebasamiento, que deja oír un "silencio ensordecedor".  (Roger Vancampenhout, Presidente de Europe Maintenant, Comisión Europea)
"Las figuras de Erik Pevernagie son absorbidas e integradas en su entorno a través del color, a través de la línea y, después, por lo que es más importante en su obra: por la idea. Parte de una idea y luego la pinta. Encontramos en él los problemas que le preocupan, que nos acechan, y él les pone imagen. Nos pinta la alienación, la soledad, la inquietud, la incertidumbre, ese "no sé lo que está pasando". En el arte de este pintor se plantean preguntas. Tiene una visión cierta sobre el mundo y el hombre. Provoca un cambio en nuestra perspectiva sobre el mundo.  Este artista es apasionante por sus temas y por la forma en que pinta a sus sujetos. Nos permite proyectarnos en el mundo de su pintura. Lo que me sorprende también es la tremenda unidad de su trabajo, tanto en términos de color, como de imaginación e inspiración ". (Prof. Wim Toebosch, Association Internationale des Critiques d’Art, AICA)
"Erik Pevernagie es principalmente conocido por su combinación de elementos abstractos y figurativos en su obra. A partir de un simple esbozo o de un 'graffiti' construye su lienzo con materiales tales como cenizas, arena o virutas de metal" (William Doyle, Nueva York). 
Artista belga, conjunta en sus pinturas superficies geométricas de colores con personajes o con espacios arquitectónicos. Además podemos destacar el uso de capas de materiales como arena y metal, que confieren su especial textura a sus imágenes, y que por sus reflejos luminosos parecen sumergirse en una coloración refinada y matizada ". (Ketterer Kunst, Hamburgo)